# Ölboån
Ölboån rinner från Ölbosjöarna i Hedesunda socken och söderut förbi byarna Ölbo och Koffsta fram till Dalälven i Gävleborgs län. I Ölboån finns bäver som då och då täpper till vattenflödet i ån.